# Capriccio sopra la lontananza del suo fratello dilettissimo
Con Capriccio sopra la lontananza del suo fratello dilettissimo BWV 992 ci si riferisce a una composizione di Johann Sebastian Bach.

## Storia
Larga parte dei musicologi ritiene che il Capriccio, pubblicato da Carl Czerny nel 1839, sia legato a un avvenimento familiare della gioventù di Johann Sebastian Bach: la partenza di suo fratello maggiore Johann Jacob, arruolatosi nell'esercito del re Carlo XII di Svezia in qualità di oboista. Non si conosce la data esatta in cui si verificò l'evento, ma, verosimilmente, si può collocare nel 1703 o nel 1704. La composizione, pertanto, si fa risalire a quegli anni.
Alcuni musicologi, tuttavia, hanno messo in dubbio questa tesi, ritenendo assai probabile che la composizione risalga a un periodo ancora precedente. Contemporanei di Bach quali Friedrich Erhard Niedt, Sébastien de Brossard e Johann Mattheson concordano sulla natura improvvisatoria dell'opera, o quanto meno sul fatto che le varie idee musicali, diversamente dalle composizioni del Bach maturo, non seguono forme rigorosamente definite, ma sono sviluppate in maniera fortemente non convenzionale.
A questo tratto, decisamente originale, se ne aggiunge un altro, che rappresenta un unicum fra le composizioni di Bach: la presenza di sottotitoli programmatici, ossia la narrazione di determinate vicende mediante opportune didascalie, sulla falsariga delle Sonate Bibliche di Johann Kuhnau, pubblicate solamente pochi anni prima e certamente conosciute da Bach.
Albert Schweitzer definì il Capriccio «un capolavoro che già ci annuncia tutta la grandezza del futuro maestro», mentre Friedrich Blume lo trovò «così estraneo al carattere di Bach che non si può trarne alcuna certezza».

## Struttura
Il racconto è frazionato in sei sezioni:
1. Arioso: Adagio. Ist eine Schmeichelung der Freunde, um denselben von seiner Reise abzuhalten (È una lusinga degli amici per trattenerlo dal partire).
2. Ist eine Vorstellung unterschiedlicher Casuum, die ihm in der Fremde könnten vorfallen (È una rappresentazione delle diverse vicende cui potrebbe andare incontro nel paese straniero).
3. Adagiosissimo. Ist ein allgemeines Lamento der Freunde (È un lamento generale degli amici).
4. Allhier kommen die Freunde (weil sie doch sehen, dass es anders nicht sein kann) und nehmen Abschied (Qui arrivano gli amici, che, rassegnati a non vederlo cambiare idea, prendono congedo da lui).
5. Aria di Postiglione. Allegro poco.
6. Fuga all'imitatione di Posta.

Il primo brano, che reca il sottotitolo È una lusinga degli amici per trattenerlo dal partire, è costruito su una melodia di seste e terze parallele, che cela al suo interno il presagio di un riferimento ai corni. Il motivo viene interrotto dall'imitazione dello squillo della cornetta del postiglione, nota fin dal Medioevo col nome di Hiefhorn. La tonalità scelta è il si bemolle maggiore, che le teorizzazioni seicentesche sugli affetti ritengono calma e serena.
Il secondo brano è un fugato in sol minore, col sottotitolo È una rappresentazione delle diverse vicende cui potrebbe andare incontro nel paese straniero. In sole venti battute la composizione si spinge a toccare tonalità molto lontane: da sol minore a do minore, poi fa minore, si bemolle minore, mi bemolle minore, nuovamente fa minore e do maggiore. L'intento comunicativo allude chiaramente al viaggio che il protagonista si appresta a compiere.
Il terzo brano, in forma di passacaglia e col sottotitolo È un lamento generale degli amici, descrive il fatto che il viaggiatore non si fa distogliere dai suoi propositi. Gli amici, dunque, si rammaricano per la sua decisione. Il pezzo è caratterizzato da cromatismi dolorosi nello stile dei lamenti di Froberger e Pachelbel nel basso ostinato e nella melodia, in cui si ripetono frequentemente ritardi. La tonalità utilizzata, il fa minore, esprime, secondo Johann Mattheson, una paura del cuore socializzata (e infatti è condivisa da un gruppo di amici), dolce e pacata, ma contemporaneamente profonda e grave. Il pezzo ha carattere dolente, sottolineato dalla bizzarra indicazione di Adagiosissimo e dalla forte omogeneità ritmica.
Nel quarto brano, sottotitolato Qui arrivano gli amici, che, rassegnati a non vederlo cambiare idea, prendono congedo da lui, l'armatura di chiave reca due bemolli, ma modula costantemente. Il pezzo è costruito su un motivo di scale discendenti e sono presenti alcune durezze, fra le quali alcune evidenti quinte parallele. Alla nona battuta, i fa che si ripetono in controtempo sembrano alludere a un richiamo sempre più imperioso e vicino: si crea un'atmosfera di attesa che dura poche battute, poiché la vettura postale è già in arrivo.
Il quinto brano, Aria di Postiglione, è articolato in due parti: una melodia costruita su una doppia scala ascendente e poi discendente si interseca e si alterna col tema della cornetta del postiglione, in ottave discendenti ripetute. Questo motivo si presenta inizialmente nel registro acuto, per esprimere la relativa lontananza della vettura, e poi si avvicina sempre più al registro medio e basso, per indicare che il mezzo di trasporto è arrivato. La tonalità è si bemolle maggiore, considerata calma e serena, ma anche decisa e coraggiosa. Nella partenza, tuttavia, sembra già auspicarsi un ritorno, a cui alludono le semicrome, i cui gradi prima si allontanano dalla tonica e poi ritornano ad essa.
Il sesto ed ultimo brano è una fuga il cui controsoggetto è ricavato dal motivo presente nel brano precedente, l'Aria di Postiglione. Si tratta della sezione più complessa dell'intera composizione, sia dal punto di vista strutturale che dal quello interpretativo. La tonalità di si bemolle maggiore, l'andamento Vivace, le note ribattute e le figurazioni in semicrome conferiscono al brano un'atmosfera aperta e brillante.